# Knox County (Tennessee)
Knox County je okres amerického státu Tennessee založený v roce 1792. Hlavním městem je Knoxville.
Pojmenovaný je podle Henryho Knoxe, amerického důstojníka v americké válce za nezávislost a prvního amerického ministra války.

## Sousední okresy
| Růžice kompasu | Anderson County | Union County            | Grainger County  | Růžice kompasu |
| Růžice kompasu | Roane County    | Sever                   | Jefferson County | Růžice kompasu |
| Růžice kompasu | Roane County    | Knox County (Tennessee) | Jefferson County | Růžice kompasu |
| Růžice kompasu | Roane County    | Jih                     | Jefferson County | Růžice kompasu |
| Růžice kompasu | Loudon County   | Blount County           | Sevier County    | Růžice kompasu |